# Aníbal Regueiro
Alfonso Aníbal Regueiro es un político argentino, titular del Partido Justicialista de su distrito fue Intendente municipal de Presidente Perón, cuya cabecera es Guernica, en Buenos Aires, Argentina. Fue elegido en 2003, reelecto en 2007, 2011 y 2015.

## Biografía
Comenzó su carrera política con el nacimiento del Partido de Presidente Perón, cuando fue elegido concejal en 1995 y 1999. 
Asumió como intendente del Partido de Presidente Perón el 10 de diciembre de 2003, cargo que aún ejerce, tras vencer a sus oponentes encabezando la lista 648 de Ciudadanos Libre Para el Cambio, un partido vecinal que se sumó a las filas del Frente Para la Victoria, siendo reelecto en 2007, 2011, y 2015, contabilizando cuatro mandatos consecutivos.
Fue elegido diputado provincial en 2013, cargo que desempeñó hasta 2017. En la Cámara de Diputados fue impulsor de 52 proyectos de Ley, 36 proyectos de Declaración y 72 proyectos de Resolución. Entre la Ley más importante se cuenta la que instala el 14 de octubre como "Día Provincial del ACV", y la 14.904 que crea el "Régimen de Promoción Cultural".
Al finalizar su mandato como legislador, fue reconocido por sus pares por haber promovido e impulsado proyectos y leyes en favor de la salud de los ciudadanos bonaerenses.
El 2019 compitió las tres internas del Frente de Todos para intendente del Partido de Presidente Perón, fue  derrotado en las PASO contra la massista Blanca Cantero en la cual resultó elegida el 27 de octubre con el 63% de los votos.